# Antonio Sala y Caba
Antonio Sala y Caba (fallecido en 1904) fue un político español. Fue elegido diputado del Congreso de los Diputados por el Partido Conservador en las elecciones generales de 1901 y de 1903, por el distrito electoral de Castelltersol (Barcelona). Al fallecer, su escaño fue ocupado por Alejandro Pons y Serra.